# Patrick Russel
Patrick Russel (* 22. Dezember 1946) ist ein ehemaliger französischer Skirennläufer. Er war Ende der 1960er und Anfang der 1970er Jahre einer der dominierenden Slalom- und Riesenslalomläufer im Skiweltcup. Er gewann in diesen Disziplinen zweimal die Weltcupwertung und wurde 1970 Zweiter der Gesamtwertung.

## Biografie
Erste Weltcuperfolge feierte Russel mit zwei Siegen in der Saison 1968. Nach dem Rücktritt von Jean-Claude Killy nach den Olympischen Winterspielen 1968 stieg er zum neuen Idol der französischen Skinationalmannschaft auf. Mit einer modernisierten Technik beherrschte er die Weltcuprennen im Slalom und Riesenslalom. Binnen drei Jahren gewann er 13 Rennen, bei weiteren zwölf Rennen erreichte er einen Platz auf dem Podest. In der Saison 1969/70 gewann er wie schon im Vorjahr den Weltcup im Slalom und verfehlte den Gewinn des Gesamtweltcups nur um drei Punkte. In der Saison 1970/71 sicherte er sich den Weltcup im Riesenslalom.
Bei den großen Meisterschaften gewann Russel nur bei den Skiweltmeisterschaften 1970 zwei Silbermedaillen im Slalom und in der Kombination, wobei er die Kombinations-Goldmedaille durch Rang 43 mit über 9 Sekunden Rückstand auf Sieger Bernhard Russi vergab. Ein Olympiaerfolg blieb ihm verwehrt. Drei Wochen vor Beginn der Olympischen Winterspiele 1972 stürzte er am 10. Januar beim Weltcup-Riesenslalom von Berchtesgaden im Zielauslauf gegen die Strohballen und brach sich dabei den Unterschenkel.
Nach seiner Genesung kehrte er zwar kurz in die französische Skinationalmannschaft zurück, wurde aber bald (Anfang Dezember 1973) zusammen mit anderen Spitzenläufern (Jean-Noël Augert, Henri Duvillard, Roger Rossat-Mignod, Britt und Ingrid Lafforgue) von Trainer George Joubert aus dem Team ausgeschlossen, was zur Folge hatte, dass im französischen Skisport insbesondere bei der Herrenmannschaft die Erfolge für viele Jahre ausblieben.
Russel wurde nach dem Ende seiner sportlichen Laufbahn von der Betreiberfirma des neu erbauten Skiresorts Les Arcs als Promoter und technischer Berater verpflichtet.

## Erfolge

### Weltmeisterschaften
- Gröden 1970: 2. Slalom, 2. Kombination, 8. Riesenslalom

### Weltcupwertungen
Patrick Russel gewann zweimal die Disziplinenwertung im Slalom und einmal jene im Riesenslalom.
| Saison  | Gesamt | Gesamt | Riesenslalom | Riesenslalom | Slalom | Slalom |
| Saison  | Platz  | Punkte | Platz        | Punkte       | Platz  | Punkte |
| ------- | ------ | ------ | ------------ | ------------ | ------ | ------ |
| 1968    | 9.     | 67     | 21.          | 6            | 3.     | 61     |
| 1968/69 | 8.     | 80     | 12.          | 15           | 1.     | 65     |
| 1969/70 | 2.     | 145    | 2.           | 70           | 1.     | 75     |
| 1970/71 | 3.     | 125    | 1.           | 70           | 4.     | 55     |
| 1971/72 | 40.    | 6      | –            | –            | 16.    | 6      |

### Weltcupsiege
Russel errang insgesamt 27 Podestplätze, davon 13 Siege:
| Datum             | Ort              | Land        | Disziplin    |
| ----------------- | ---------------- | ----------- | ------------ |
| 25. Februar 1968  | Oslo             | Norwegen    | Slalom       |
| 1. März 1968      | Kranjska Gora    | Jugoslawien | Slalom       |
| 19. Januar 1969   | Kitzbühel        | Österreich  | Slalom       |
| 9. Februar 1969   | Åre              | Schweden    | Slalom       |
| 20. Dezember 1969 | Lienz            | Österreich  | Riesenslalom |
| 11. Januar 1970   | Wengen           | Schweiz     | Slalom       |
| 18. Januar 1970   | Kitzbühel        | Österreich  | Slalom       |
| 25. Januar 1970   | Megève           | Frankreich  | Slalom       |
| 8. März 1970      | Heavenly Valley  | USA         | Riesenslalom |
| 15. März 1970     | Voss             | Norwegen    | Slalom       |
| 17. Dezember 1970 | Val-d’Isère      | Frankreich  | Riesenslalom |
| 18. Januar 1971   | Adelboden        | Schweiz     | Riesenslalom |
| 14. Februar 1971  | Mont Sainte-Anne | Kanada      | Slalom       |

### Französische Meisterschaften
- Französischer Meister im Slalom und im Riesenslalom 1971

### Weitere Erfolge
- Sieger der Hahnenkamm-Kombination 17./18. Januar 1970
- Sieger der Arlberg-Kandahar-Kombination Crans-Montana/Mürren 5. bis 7. Februar 1971